# Winterbourne Monkton
Winterbourne Monkton – wieś w Anglii, w hrabstwie Wiltshire. Leży 42 km na północ od miasta Salisbury i 121 km na zachód od Londynu.